# Neanthes willeyi
Neanthes willeyi är en ringmaskart som först beskrevs av Francis Day 1934.  Neanthes willeyi ingår i släktet Neanthes och familjen Nereididae. Inga underarter finns listade i Catalogue of Life.